# KZ-Friedhof Kochendorf

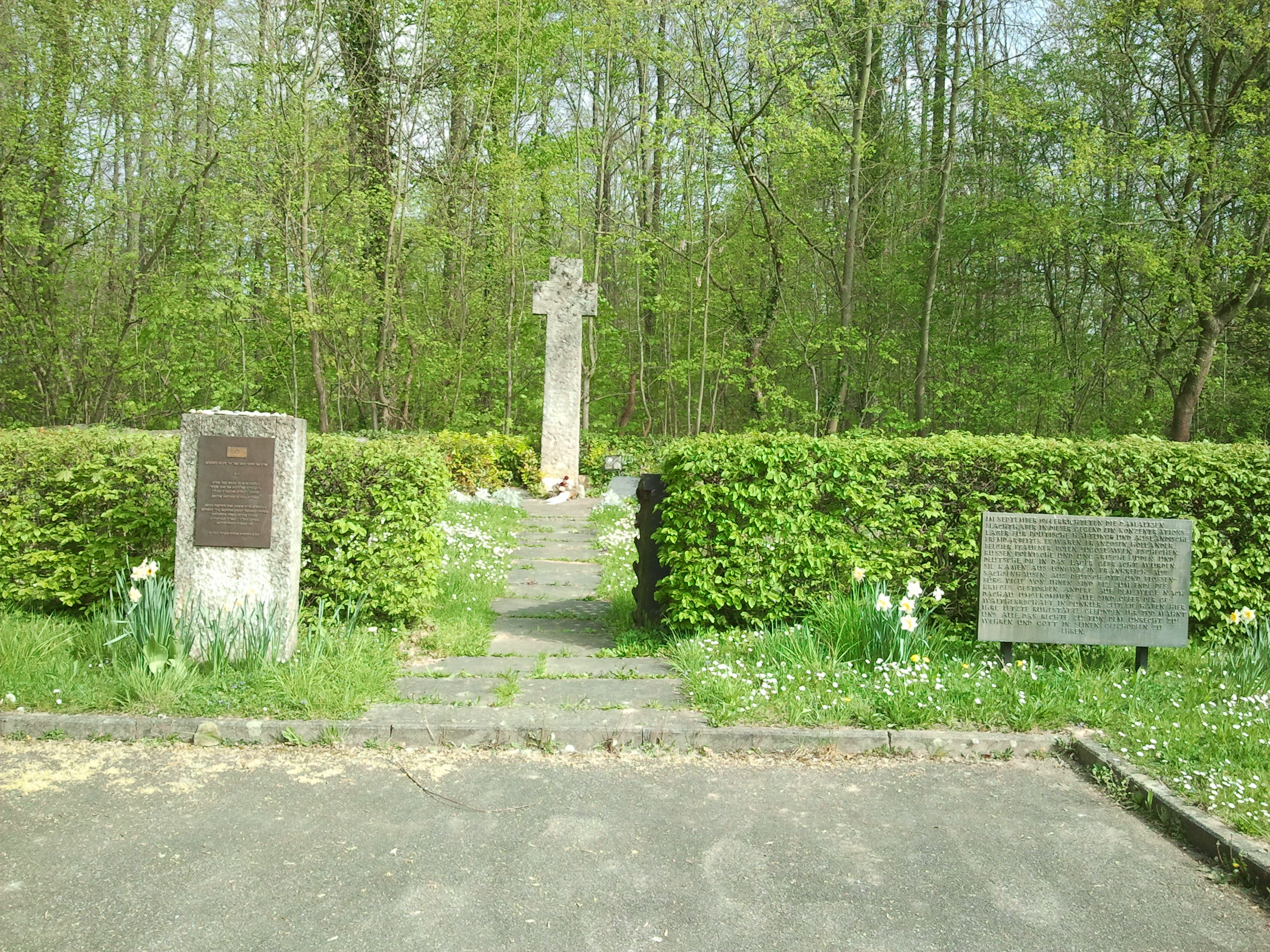
Der KZ-Friedhof Kochendorf

Der KZ-Friedhof Kochendorf, auch KZ-Friedhof am Reichertsberg, ist ein KZ-Friedhof für etwa 400 KZ-Häftlinge unterschiedlicher Nation aus dem KZ Kochendorf in Bad Friedrichshall.

## Lage
Der KZ-Friedhof Kochendorf befindet sich unmittelbar an der Stadtgrenze von Bad Friedrichshall-Plattenwald zu Neckarsulm-Amorbach, rund 800 Meter vom Lagergelände des KZ Kochendorf entfernt, einem damals völlig abgelegenen Platz hinter dem Plattenwald.

## Zwangsarbeit für die Rüstungsindustrie
In den Stollen des Salzbergwerks Bad Friedrichshall sollten ab Januar 1944 bombensicher Flugzeug- und Raketenteile produziert werden. Dafür wurden ab Mai 1944 Barackenlager im Plattenwald errichtet. Bis zur Befreiung wurden dort 5000 bis 6000 Zwangsarbeiter untergebracht.

## Die Toten

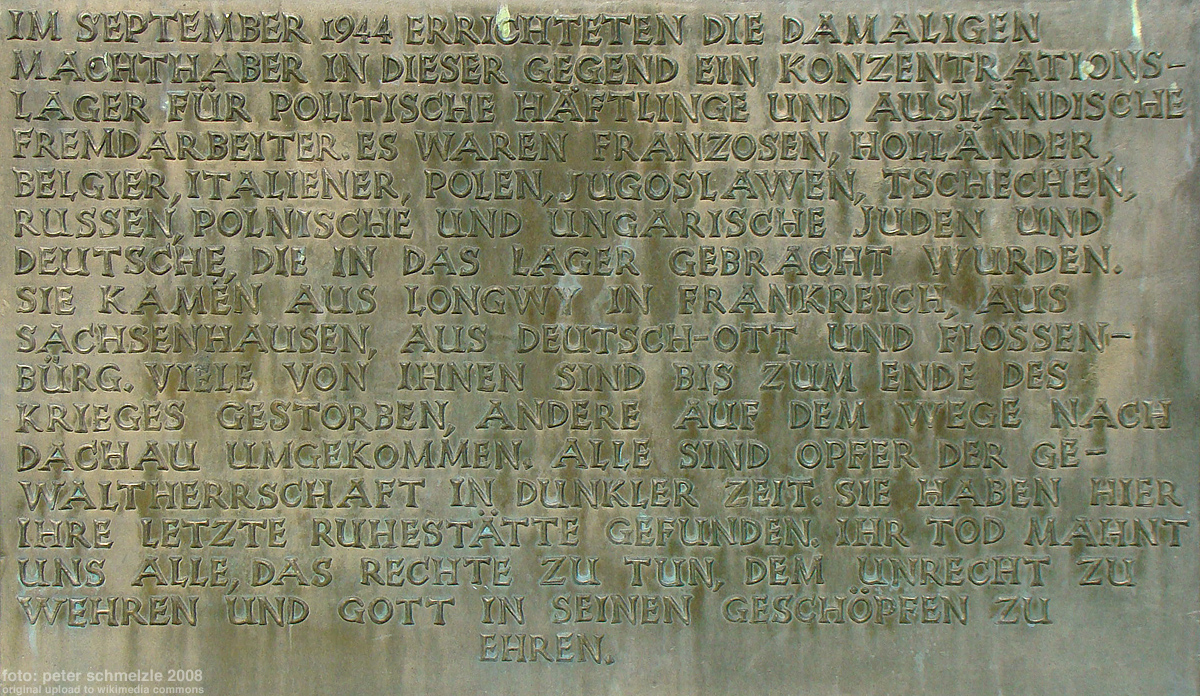
Gedenktafel am KZ-Friedhof Kochendorf

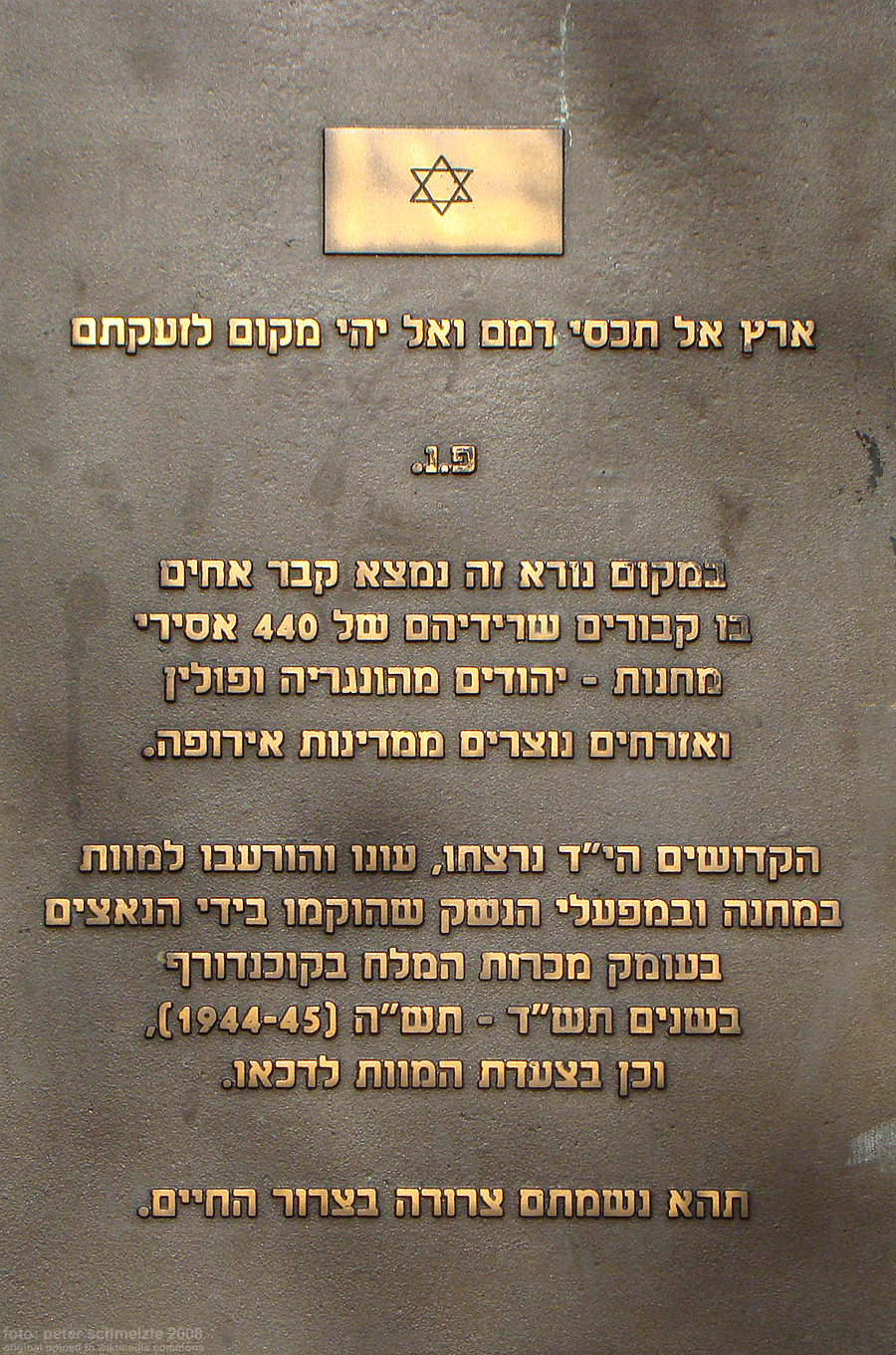
Gedenktafel in hebräischer Sprache

Während des Lagerbetriebs sowie des Todesmarsches Ende März 1945 kamen mindestens 447 Häftlinge ums Leben. Auf Anordnung des damaligen Bad Friedrichshaller Bürgermeisters durften diese jedoch nicht auf dem Friedhof von Kochendorf beigesetzt werden. Die Gemeinde entschied sich für einen völlig abgelegenen Platz hinter dem Plattenwald.
In den 1950er Jahren wurden auch die Überreste weiterer Häftlinge auf den KZ-Friedhof Kochendorf überführt. So beispielsweise die 27 Opfer des Hessentaler Todesmarschs aus Rainau-Dalkingen sowie 47 Tote aus Mainhardt-Hütten, die bei einem großen Häftlingsmarsch in der Mainhardter Gegend zu Tode kamen.
1953 erhielt der Friedhof eine Mauereinfriedung und ein Steinkreuz wurde errichtet.

„1939 – 1945
Zur Ehre von 390 Toten des Zweiten Weltkrieges
Ihr Opfer mahnt zum Frieden“

Die grausamen Tatsachen wurden hierbei verharmlost umschrieben. Erst 1983 wurde außerhalb des Friedhofs eine Informationstafel angebracht.

„Im September 1944 errichteten die damaligen
Machthaber in dieser Gegend ein Konzentrationslager
für politische Häftlinge und ausländische Fremdarbeiter.
Es waren Franzosen, Belgier, Holländer,
Italiener, Polen, Jugoslawen, Tschechen, Russen,
polnische und ungarische Juden und Deutsche,
die in das Lager gebracht wurden. Sie kamen
aus Longwy in Frankreich, aus Sachsenhausen,
aus Deutsch-Ott und Flossenbürg.
Viele von ihnen sind bis zum Ende des Krieges
gestorben, andere auf dem Weg nach Dachau
umgekommen. Alle sind Opfer der Gewaltherrschaft
dunkler Zeit. Sie haben hier ihre letzte Ruhestätte
gefunden. Ihr Tod mahnt uns und alle, das Rechte
zu tun, um Unrecht zu wehren und Gott in seinen
Geschöpfen zu ehren.“

1997 kam auf Wunsch eines ehemaligen jüdischen Häftlings eine weitere Gedenktafel hinzu, welche in hebräischer Sprache den zahlreichen jüdischen Opfern gedenkt.